# Rivière Laforge
Pour les articles homonymes, voir Laforge.
La rivière Laforge est un affluent de La Grande Rivière, située dans le nord du Québec, au Canada. 

## Géographie
Cours d'eau isolé, il comprend deux centrales hydroélectriques : Laforge-1 et Laforge-2. Elle reçoit aussi une partie des eaux du réservoir de Caniapiscau à la suite d'une déviation créée lors du projet de la Baie-James.
La rivière a été nommée en l'honneur de Michel Laforge, abbé en Nouvelle-France au XVIIIe siècle.